# Roman Hon
Roman Hon (* 7. prosince 1965) je bývalý český fotbalista, útočník.

## Fotbalová kariéra
V československé lize hrál za TJ Vítkovice. Nastoupil ve 8 utkáních. Ve druhé lize hrál ze SFC Opava.

## Ligová bilance
| Ročník                                   | Zápasy | Góly | Klub         |
| ---------------------------------------- | ------ | ---- | ------------ |
| 1. československá fotbalová liga 1987/88 | 8      | 0    | TJ Vítkovice |
| CELKEM                                   | 8      | 0    |              |